# Bart Berman
Pour les articles homonymes, voir Berman.
Bart Berman (né à Rotterdam le 29 décembre 1938) est un pianiste et compositeur néerlandais-israélien, interprète de Franz Schubert et de la musique contemporaine.

## Biographie
Il a étudié le piano avec Jaap Spaanderman au conservatoire d’Amsterdam et poursuivi ses études de piano avec Theo Bruins et dans une classe de maître chez Alfred Brendel. 
En tant que soliste, Bart Berman a obtenu le Prix d'Excellence des Pays-Bas, le Premier Prix au concours Gaudéamus 1970 pour interprètes de la musique contemporaine, la Couronne des Amis du Concertgebouw et quatre premiers prix lors de concours pour jeunes solistes. Lors de ses concerts, il a travaillé avec des compositeurs comme Pierre Boulez, Luciano Berio et György Ligeti. Il donne des concerts en Israël, en Europe et aux États-Unis, comme soliste et comme membre de plusieurs ensembles de musique de chambre. 
Bart Berman étudia la composition avec Bertus van Lier au conservatoire d'Amsterdam et avec Wouter van den Berg. Il a écrit de nombreuses œuvres originales, des cadences à tous les concertos de piano de Haydn, Mozart et Beethoven et des deuxièmes parties de piano pour des compositions originales de Muzio Clementi et Daniel Steibelt. Il a tenté de compléter des sonates inachevées pour piano de Schubert et l'Art de la fugue de Bach.